# Fata cu crizanteme
Fata cu crizanteme este o pictură de Olga Boznańska, expusă la Galeria de Artă al secolului al XX-lea, în clădirea principală a Muzeului Național din Cracovia. Portretul îmbină elemente de impresionism și simbolism caracteristice stilului individual a artistei.

## Descrierea picturii
Pictura prezintă imaginea din față a unei fete. Chipul ei palid atrage atenția privitorului și dă un motiv serios de îngrijorare. Ochii săi sunt mari, puțin strălucitori, părul auriu-roșcat dezordonat și buzele mici, de culoarea rozaliu-închis. Este îmbrăcată într-o rochie modestă de culoarea albastru-gri. Mâinile ei împreunate țin un buchet de crizanteme. Stă în picioare, rezemată de peretele pe care corpul ei desenează o umbră ascuțită. 
Boznańska abandonează aproape complet utilizarea liniilor și a contururilor, figura fiind pictată cu pete colorate, în tonuri de gri.

## Analiza picturii
Acest tablou a fost pictat de Boznańska în timp ce se afla în München. Fascinată de atmosfera romantică din operele lui James Whistler și influențată de tendințele artistice contemporane mai ales de cel din Paris, ea a abandonat tradiția artistică a Grupului de la München. În plus, a abandonat convenția tradițională a portretelor de copii, în care aceștia apăreau în rochii elegante, pe un fundal fantezist, elegant sau în cadrul unui peisaj frumos. 
Boznanska și-a lansat propriul stil de portretizare: un fundal neutru care, la fel ca personajul, era supus unei analize aprofundate a culorilor. Culorile erau plasate cu mișcări energice ale pensulei.
Fascinația impresionismul francez a determinat-o să-și adapteze stilul. Ea a experimentat nu numai culorile, dar, de asemenea, tehnicile acestora. 
Acest portret emană multe ambiguități, ceea ce complică interpretarea lucrării. Chipul sfios, meditativ, cu ochii calzi de dimensiuni nefirești, fața palidă și bolnăvicioasă, tonurile de gri și silueta fină conferă imaginii o ușoară starea de  melancolie. Imaginea este completată de un buchet de crizanteme. Fata stabilește în mod clar un contact mental cu publicul, ceea ce sugerează că are nevoie de un sentiment mai mare de siguranță. 
Inocența copilei, liniștea afișată, trăsăturile delicate ale feței, mâinile fine sunt în contrast cu starea de spirit anxioasă. Această imagine a fost descris de William Ritter în paginile revistei pariziene "Gazette des Beaux-Arts", în modul următor:
„[Boznanska] a creat ...  portretul unei fetițe cu ochi ciudați, neliniștitori, ca două picături de cerneală, care par să se extindă pe fața palidă, bolnăvicioasă, un ideal contemporan al unui Maeterlinck. Este un copil enigmatic care îi înnebunește pe cei care o privesc în ochi. Mélisande are șase ani, s-a născut într-o familie aristocrată într-un oraș mare și modern - aceasta pare a fi o fată stranie, atât de strălucitoare și albă, de-ți dă fiori.”